# Rydel Lynch
Rydel Mary Lynch (Littleton, 9 augustus 1993) is een Amerikaans actrice, zangeres, muzikant en youtuber. Ze is een van de leden uit de poprockband R5.

## Biografie
Rydel is de dochter van Stormie en Mark Lynch. Ze is het tweede kind en heeft vier broers: Riker (de oudere broer), Rocky, Ross en Ryland Lynch. Ze heeft leren spelen op de instrumenten keyboard, piano, de shaker en de tamboerijn. Ook heeft ze danslessen gevolgd in "The Rage" een dansstudio in Los Angeles. In het verleden was Lynch te zien in verschillende reclames en televisieseries. Haar achternicht Julianne Hough en haar achterneef Derek Hough zijn in de Verenigde Staten bekende dansers.
In september 2020 trouwde Lynch met youtuber en vlogger Capron Funk. De twee hebben een zoon.

## Carrière

### Acteren
Ze maakte haar acteerdebuut in Sunday School Musical als een Crossroads Choir lid. Ook verscheen ze samen met haar broer Riker Lynch in School Gyrls als een cheerleader, in 2011 acteerde ze in A day as Holly's Kids als Holly's actual kid 2. Ze verscheen ook in de pilotaflevering van Bunheads als een Vegas Showgirl. Met haar band R5 kwam ze in 2015 ook nog voor in de Disney Channel hitserie Violetta met het liedje Heart Made Up On You.

### Muziek
In 2009 startte de band R5 met Rydel, haar broers Riker, Rocky en Ross en vriend Ellington Ratliff, met broer Ryland als manager. In april 2012 tekende R5 een platencontract bij Hollywood Records, en ze gingen op een tiendaagse tour genaamd West Coast tour waar ze een cover deed van Carly Rae Jepsen's lied "Call Me Maybe". Begin 2013 bracht R5 zijn tweede ep uit, genaamd Loud.
Het eerste studioalbum van R5, Louder, werd uitgebracht op 24 september 2013. Rydel was de leadzangeres van het liedje Never van het debuut-ep Ready Set Rock, het liedje Love Me Like That van het album Louder en van het liedje Lightning Strikes en Never Be The Same van het Album Sometimes Last Night. Op de ep New Addictions staan vier originele liedjes en een cover waarna Rydel geen eigen nummer had.
In maart 2013 had de band een 50 dagen tellende tour door de Verenigde Staten, en later dat jaar werd ook opgetreden in Australië. In 2014 ging R5 voor het eerst touren door Europa met de Louder Tour. Hierna trad Rydel regelmatig solo op.
In 2015 bracht R5 zijn derde ep Heart Made Up On You en het tweede album Sometimes Last Night uit, gevolgd door een tweede wereldtour.
Op 12 mei 2017 kwam die vierde ep van R5 uit, New Addictions, waarna een derde wereldtour volgde.
Lynch noemt All Time Low, Neon Trees en The Script als invloeden voor haar eigen muziek.

### Youtube
Op 21 september 2016 startte Rydel haar eigen YouTube-kanaal, waarna ze begon met video's te uploaden. Binnen een jaar op 29 augustus 2017 had ze de 100.000 abonnees behaald. In het verleden uploadde R5 vlogs onder de naam R5tv.

## Filmografie
| Jaar | Titel                              | Rol                                   | Opmerkingen                                 |
| ---- | ---------------------------------- | ------------------------------------- | ------------------------------------------- |
| 2008 | Sunday School Musical              | Crossroads Choir lid                  |                                             |
| 2009 | School Gyrls                       | Cheerleader                           |                                             |
| 2009 | So You Think You Can Dance         | Zichzelf                              | "Top 18 Perform" (Seizoen 6, Aflevering 12) |
| 2011 | A Day as Holly's Kids              | Holly's Actual Kid 2                  |                                             |
| 2012 | Taylor Mathews - Head Over Feeling | Het meisje waar Taylor verliefd op is |                                             |
| 2012 | Bunheads                           | Vegas Showgirl                        | Aflevering: "Pilot"                         |
| 2015 | Violetta (Disney)                  | Zichzelf (met R5)                     | Seizoen 3, aflevering 70                    |
| 2017 | Colossal Youth                     | Jill - the bartender                  |                                             |